# Maksimilijan Egmontski
Maksimilijan Egmontski, grof Burenski, Leerdamski in Lingenski, baron in gospod Eindhovenski, IJsselsteinski, Jaarsveldski, Sint-Maartensdijka in Cranendoncka (* 1509, † 24. december 1548 v Bruslju ) je bil član plemiške rodbine Egmond, pa tudi nizozemski general, guverner (stadtholder) Frizije, Groningena in Overijssel ter leta 1540 generalni kapitan Nizozemske.

## Življenje
Maksimilijan je bil sin Florisa Egmontskega in Margarete iz Glymes-Bergena. Že od malih nog je bil v spremstvu svojega vladarja iz burgundske in avstrijske hiše Habsburžanov. Sodeloval je pri raznih podvigih cesarja Karla V. Leta 1531 je bil izvoljen v red zlatega runa. Egmondov pravočasen prihod s pomožno vojsko iz Nizozemske na vojno prizorišče leta 1546 je odločil šmalkaldsko vojno v korist cesarja. Imel je ime enega najboljših generalov svojega časa. Zaradi bolezni je umrl zgodaj, star 39 let.
Ko je Maksimilijan Egmontski od svojega osebnega zdravnika Vesaliusa izvedel, da se bliža njegova smrt, je sam sedel na svoj stol, v popolnem oklepu, da bi umrl, obkrožen s svojimi častniki.
Maksimilijan je pokopan v cerkvi svetega Lamberta v Burenu.

## Družina
Maksimilijan Egmontski se je leta 1531 poročil s Françoise de Lannoy (1513-1562). Imela sta hčerko:
- Ano, rojeno leta 1533, ki se je poročila z z Viljemom Oranskim in je bila mati nesrečnega Filipa Viljema, grofa Bürenskega, izgnanega v Španijo in pozneje princa Oranskega.

Maximilijan je imel še nezakonskega sina iz neznanega razmerja:
- Aleksander IJsselsteinski, (umrl 1597) gospod Gamerena. Bil je član Viteške zveze v Nijmegenu in je leta 1566 pripadal prisežni zavezi plemičev. Nosil je Geuzenovo medaljo. Bil je poročen z Agnes van Haeften, damo Gamerena.